# ArmeniaNow
ArmeniaNow est un ancien journal en ligne indépendant et progressiste basé à Erevan, en Arménie, et publié en anglais et en arménien de 2002 à 2016.

## Historique
Le journal en ligne a été fondé en juillet 2002 et dissous en juin 2016,. Il était considéré comme un des principaux journaux en ligne du pays,,,,.
L'équipe d'ArmeniaNow comprenait 20 journalistes, avec l'Américain John Hughes comme rédacteur en chef,.